# IX tysiąclecie p.n.e.
Początek okresu neolitu, epoki holocenu.

## Wydarzenia
- około 9000 p.n.e. 
  - pierwsi osadnicy na wyspach Morza Śródziemnego
  - szczątki odnalezione na jednym z cmentarzysk nad Nilem wskazują na prowadzenie w tym czasie wojen
  - jedno z pierwszych stałych siedlisk ludzkich na świecie na terenie późniejszego Jerycha
  - początek istnienia na  terenie Maroka, Tunezji  i Algierii schyłkowo-paleolitycznej kultury kapskiej
- około 8500 p.n.e. – neolityczny obóz łowiecki położony w okolicy dzisiejszego Cramond (przedmieście Edynburga) w Szkocji
- około 8350 p.n.e. – początek kultury natufijskiej na Bliskim Wschodzie – łowcy-zbieracze tej kultury żywili się dzikimi zbożami, stawiali budynki z kamiennymi fundamentami i zakładali półtrwałe osady
- około 8300 p.n.e. – wędrowni łowcy przybywają na tereny Anglii
- około 8300 p.n.e. – zaczyna działać Jerycho[1]
- około 8000 p.n.e. – w jaskiniach Ofnet koło Nördlingen pojawiły się muszle ślimaka Columella rustica (gatunek znad Morza Śródziemnego)

## Zmiany środowiska
- około 8000 p.n.e. – po długich latach epoka lodowcowa przeminęła na dobre. Nastąpiło znaczne ocieplenie i zwiększyła wilgotność klimatu, co pociągnęło za sobą:
  - podniesienie poziomu mórz, które spowodowało wiele potężnych powodzi
  - początek procesu topnienia powłoki lodowej Antarktydy
  - uwolnienie terenu dzisiejszego stanu Wisconsin spod lodowca
  - zmianę pustynnej wcześniej Sahary w żyzną sawannę, z wyjątkiem części Pustyni Libijskiej, która pozostała jałowa
  - osiągnięcie przez Jezioro Czad rozmiarów Morza Kaspijskiego

## Odkrycia i wynalazki
- około 9000 p.n.e. 
  - selektywna opieka nad stadami dzikich owiec w górach Zagros w Iranie
  - na obszarze Żyznego Półksiężyca zaczął się rozwój uprawy dzikiego zboża
  - użycie kamieni do oczyszczania ziarna z plew w Egipcie
  - rozpowszechniło się użycie łuku i strzał
  - udomowienie świni w Chinach[potrzebny przypis]
- około 8500 p.n.e.
  - udomowienie owiec w Żyznym Półksiężycu
  - pierwsze próby uprawy roślin w Andach